# Anna Mercadé
Anna Mercadé Ferrando (Barcelona, 1949) es una empresaria y feminista catalana.

## Trayectoria
Hija de la cantante de ópera Dolors Ferrando, se licenció en Filosofía y Letras y en Pedagogía en la Universidad de Barcelona. Pionera del movimiento feminista catalán bajo el franquismo, participó en la organización de las Jornadas Catalanas de la Mujer de 1976 y creó la Associació Catalana de la Dona.
Profesionalmente se ha centrado a la formación y el asesoramiento para la promoción de la mujer en el mundo empresarial. Dirige el Observatorio Mujer, Empresa y Economía de la Cámara de Comercio de Barcelona.
En 2020 fue galardonada con la Cruz de San Jorge.

## Publicaciones
- El despertar del feminismo en España (1976) Gráficas Ellacuría, Bilbao ISBN 10: 8440022654  ISBN 13: 9788440022653[5]